# Ayato Hasebe
Ayato Hasebe (長谷部 彩翔 Hasebe Ayato?), född 6 februari 1990 i Niigata prefektur, är en japansk före detta fotbollsspelare.
Hasebe började sin karriär 2008 i Albirex Niigata. 2009 blev han utlånad till Japan Soccer College. 2010 blev han utlånad till Zweigen Kanazawa. Han gick tillbaka till Albirex Niigata 2011. 2012 flyttade han till FC Ganju Iwate. Han avslutade karriären 2013.